# シックスポインター
シックスポインター (英: Six-pointer) は、主にサッカーのリーグ戦において、勝ち点「6」を争う試合の事を言う。日本のメディアでは「6ポイントマッチ」の表記が多く、優勝を賭けた上位対決やリーグ残留を賭けた試合で使われる。

## 概要
たとえば、チームAとチームBの試合前の順位が下記の通りだとする。
| チーム  | 勝ち点 |
| ------- | ------ |
| チームA | 40     |
| チームB | 38     |

チームAが試合に勝った場合、5ポイントリードになる。
| チーム  | 勝ち点 |
| ------- | ------ |
| チームA | 43     |
| チームB | 38     |

チームAが試合に負けた場合、順位が逆転して1ポイントビハインドになる。
| チーム  | 勝ち点 |
| ------- | ------ |
| チームB | 41     |
| チームA | 40     |

つまり、6ポイントマッチ（直接対決）では、勝利チームはライバルチームの勝ち点3を阻止するだけでなく、自らも勝ち点3を確保するため、結果は非常に重要となる。